# Dave Sabo
David Michael „The Snake” Sabo (ur. 16 września 1964 w Perth Amboy) – amerykański gitarzysta rockowy, najbardziej znany ze swojej pracy w latach 80. i 90. z rockowym zespołem Skid Row i z takich piosenek jak „I Remember You” (1989) i „18 and Life” (1989).

## Życiorys
Urodził się w Perth Amboy w stanie New Jersey. Jego matka Dorothy jest również znana jako „Mama Snake”, w hołdzie dla pseudonimu Dave'a „The Snake”. Jego siostrzeniec to były zawodowy tenisista Matt Sabo. Dorastał w Sayreville, mieszkając na tej samej ulicy co Jon Bon Jovi, założyciel grupy Bon Jovi. Zaczął grać na gitarze swojego brata w wieku 14 lat po tym, jak jego brat stracił zainteresowanie tym instrumentem. W 1982 ukończył Sayreville War Memorial High School Class w Sayreville. 
Zaczął grać z Bon Jovi w 1983 roku. Po krótkim okresie spędzonym w Bon Jovi, Sabo przegrał rywalizację z Richiem Samborą i został przez niego zastąpiony. Nieco później, podczas pracy w sklepie muzycznym, poznał basistę Rachela Bolana, a niedługo po tym Sebastiana Bacha. Wtedy powstało Skid Row, hard rockowy zespół, z którego jest znany.